# Telegdy István (vitorlázó)
Telegdy István (Budapest, 1927. december 4. – 2013. november 11.) olimpikon vitorlázó, edző. Felesége Lenkey Maryll vitorlázó, könyvtáros, régész. Beceneve Ketyi volt.

## Pályafutása
1927. december 4-én született Budapesten Telegdy László és Széky Emília gyermekeként. 1981-ben a Testnevelési Főiskolán vitorlás szakedző oklevelet szerzett. 1947 és 1966 gépkocsi- és motorszerelőként, repülőgép-technikusként továbbá műszaki ellenőrként dolgozott.
1949 és 1957 között a Bp. Honvéd, 1957 és 1959 között a Bp. Építők, 1959 és 1963 között a Művész SK, 1963 és 1986 között a Bp. Spartacus vitorlázója volt. 1957 és 1977 között válogatott kerettag volt. Edzője Dolesch Iván volt. 1964 és 1980 között a Bp. Honvéd edzőjeként és nemzetközi versenybíróként is tevékenykedett.

## Sikerei, díjai
Csillaghajó
- Olimpiai játékok
  - 12.: 1960, Róma
- Európa-bajnokság
  - 7.: 1961 Kiel
  - 13.: 1960, Bendor
- Országos bajnokság
  - bajnok: 1959, 1961, 1963, 1966, 1971, 1976
  - 2.: 1962, 1964, 1965, 1969, 1977, 1980
  - 3.: 1968, 1970, 1974
- Kék szalag
  - abszolút első: 1975, 26 óra alatt